# Philippe de Mahdia
Philippe de Mahdia, né à Mahdia et mort en novembre ou décembre 1153 à Palerme, est brièvement un amiral du royaume normand de Sicile, à la fin du règne du roi Roger II (1130-1154).

## Biographie
Philippe serait un Grec d'Afrique du Nord, originaire de la ville de Mahdia, dans l'actuelle Tunisie. C'était un eunuque, probablement polyglotte, qui a dû servir les Zirides avant de se rendre à Palerme, capitale du royaume de Sicile, pour se mettre au service du roi Roger II. Edmund Curtis pense que Philippe était en réalité un eunuque né musulman mais converti au christianisme qui devient logothète à la cour du royaume sicilien.
En 1151 (ou 1152), à la mort de Georges d'Antioche, un Grec qui comme lui avait servi les musulmans en Afrique du Nord avant de servir les Normands en tant qu'amiral, Philippe lui succède après avoir été nommé par le roi, Amiratus, c'est-à-dire amiral du royaume. Par cette haute fonction, d'origine arabe et conservée par les Normands, il devient un personnage très important de la cour.
Sa carrière en tant qu'amiral est toutefois de courte durée ; dès l'automne 1153, pour des raisons inconnues, il est arrêté et emprisonné. Jugé, Philippe de Mahdia est condamné à mort et brûlé vif sur ordre du roi Roger la même année. Certains historiens ont parlé d'apostasie (conversion à l'islam), ou de folie du roi, malade et proche de la mort (selon John Julius Norwich). Selon Ferdinand Chalandon, qui ne croit pas à la thèse de l'apostasie, Philippe est exécuté pour avoir trahi, lors de l'expédition menée contre Bône en Afrique du Nord. Durant l'année 1152, l'extension de l'empire des Almohades en Afrique menace les territoires que domine le royaume sicilien entre Tripoli et Tunis. Le prince de Bône, Al Harit, opposé aux Almohades qui veulent le soumettre ou le chasser, s'allie au roi Roger II qui envoie la flotte sicilienne sous la direction de Philippe de Mahdia. Selon Ibn al-Athîr, aidé par des tribus arabes, Philippe entre dans Bône et rétablit Al Harit (1153). La suite des évènements est mal connue ; le roi Roger II aurait été mécontent de la manière dont Philippe avait négocié avec les chefs musulmans qu'il avait laissé fuir, et il le fait brûler.
Dans un article paru en 2009, l'historienne Annliese Nef évoque le procès de Philippe de Mahdia. Elle ajoute qu'il est brûlé devant le palais royal de Palerme la même année.
Il est remplacé par Maion de Bari.

## Sources primaires
- Hugues Falcand, Histoire des Tyrans de Sicile (1154-1169) ;
- Ibn al-Athîr, Al Kamil fi al-Tharik ;
- Romuald de Salerne.